# Pablo García Silva
Pablo García Silva  (Santiago, 5 de marzo de 1970) es un ingeniero comercial, magíster en ciencias económicas de la Universidad Católica de Chile (PUC), y doctorado en economía del Massachusetts Institute of Technology (MIT). 
Fue consejero del Banco Central de Chile entre enero de 2014 y enero de 2024. 

## Trayectoria profesional
Inició su carrera profesional siendo ayudante de investigación (1991-1992) e investigador (1993-1994) de la Corporación de Investigaciones Económicas para América Latina (Cieplan).[cita requerida]
Posteriormente, fue economista senior de la Gerencia de Investigación Económica (1999) y de la Gerencia de Programación Macroeconómica (2000); gerente de Análisis Macroeconómico (2000-2006); gerente de Estabilidad Financiera (abril-julio de 2006); gerente de la División Política Financiera (agosto de 2006-diciembre de 2007); y gerente de la División Estudios (2007-2010), todas las anteriores, pertenecientes al Banco Central de Chile.[cita requerida]
Entre 2010 y 2012 fue director ejecutivo por la Silla del Cono Sur del Fondo Monetario Internacional (FMI). Desde noviembre de 2012 ocupó el mismo cargo en calidad de titular, hasta 2014.
En enero de 2014 fue nominado por el entonces presidente de la República Sebastián Piñeracomo Consejero del Banco Central de Chile y ratificado por unanimidad por el Senado.
Por acuerdo del consejo, fue designado como vicepresidente del instituto emisor, el 7 de febrero de 2022, en reemplazo de Joaquín Vial. Dejó el Instituto emisor el 18 de enero de 2024.
Por otra parte, en el área docente ha dictando regularmente cursos de política económica y macroeconomía en la Universidad de Chile y en la Universidad Adolfo Ibáñez, lugar donde hoy desarrolla su carrera profesional.Además, cuenta con varias publicaciones y documentos de trabajo sobre política monetaria y economía internacional.

## Publicaciones
Todas las publicaciones aparecen en Repec
- Capital Account Policies in Chile: Macro-financial considerations along the path to liberalization International Monetary Fund Working Papers (mayo de 2013) (autor junto a Yan Carrière-Swallow).
- Financial implications of capital outflows in Chile: 1998-2008 Economic Policy Papers No. 23, Central Bank of Chile (autor junto a Jorge Desormeaux and Karol Fernández-Delgado).
- Dinero y Conducción de la Política Monetaria con Metas de Inflación (2003) (autor junto a Rodrigo Valdés Pulido)
- Monetary Policy in Latin America: Performance under Crisis and the Challenges of Exuberance in: José Antonio Ocampo & Jaime Ros (eds.), The Oxford Handbook of Latin American Economics, pages 214-240, Oxford University Press.
- Inflation Targeting in Financially Stable Economies: Has it been Flexible Enough? in: Luis Felipe Céspedes & Roberto Chang & Diego Saravia (eds.), Monetary Policy under Financial Turbulence, Central Banking, Analysis, and Economic Policies Book Series, volume 16, chapter 6, pages 283-368, Central Bank of Chile. (autor junto a Mauricio Calani y Kevin Cowan).
- Supply and Demand Identification in the Credit Market"" Working Papers Central Bank of Chile 571 (autor junto a Mauricio Calani y Daniel Oda).
- Terms of trade, commodity prices and inflation dynamics in Chile in: Bank for International Settlements (ed.), Monetary policy and the measurement of inflation: prices, wages and expectations, volume 49, pages 115-128, Bank for International Settlements. 2010 (autor junto a Jorge Desormeaux and Claudio Soto).
- A Simple Global Perspective on the US Slowdown, Boom-Bust Cycles and the Rise of Protectionism Working Papers Central Bank of Chile 529(2009) (Autor junto a Juan Pablo Medina)
- Financial Turmoil, Illiquidity and the Policy Response The Case of Chile Economic Policy Papers Central Bank of Chile 29 (2009)